# Berounka
La Berounka (in tedesco Beraun) è un fiume lungo 139,1 km, che attraversa la Repubblica Ceca e sfocia nella Moldava poco prima del suo ingresso nel territorio urbano di Praga.
Nasce presso Pilsen dalla confluenza dei fiumi Mže, Angel e Radbuza e scorre verso est raggiungendo la città di Praga ove termina il proprio corso. Il nome Berounka è stato assegnato al vecchio tratto del Mže (in tedesco Mies), dopo la confluenza con l'Angel e il Radbuza. Esso deriva dalla città di Beroun. Nel suo corso accoglie le acque del fiume Litavka.
Le acque piuttosto tranquille del fiume sono apprezzate dagli amanti del rafting e del kayaking. Numerosi i campeggi che sorgono lungo le sue sponde, dedicati agli appassionati di questa forma di sport all'aria aperta.